# مدرسة لندن للطب للنساء

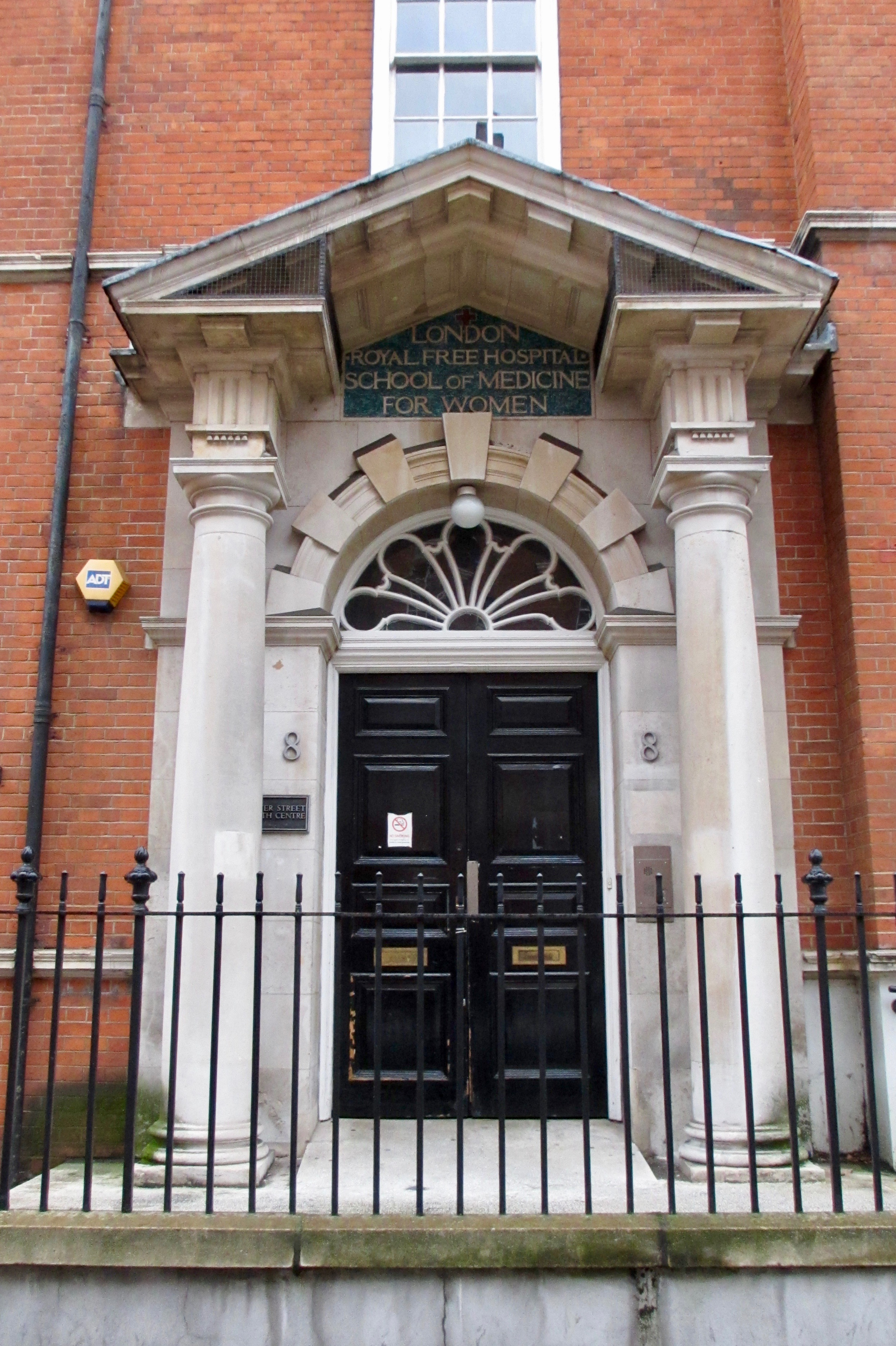
مدرسة لندن الطبية النسائية

تأسست مدرسة لندن للطب للنساء في عام 1874 وكانت أول مدرسةٍ طبية في بريطانيا تعمل على تدريب النساء ليصبح طبيبات.

## خريجون بازرون
- ديانا بيك
- جوليا بيل
- روزماري بتون بيجز
- مارغري بلاكي[3]
- ماري إستر هاردنج
- فلورا موراي
- كريستين ميريل
- سيلفيا باين
- أونور سميث
- لوسي ويلز